# Коровайцево (Ярославская область)
Коровайцево — деревня Ивняковского сельского поселения Ярославского района Ярославской области.

## Географическое положение
Деревня находится на правом, прибойном и глубоком берегу реки Которосль, но не на самом берегу (240 м). В деревню ведёт съезд с асфальтированной дороги. Коровайцево первая деревня после Сабельниц. В отличие от других находящихся рядом деревень (кроме Бойтово), с противоположного левого берега Которосли нет деревень.
Рядом с деревней протекает ручей, который скорее всего берёт начало в болотах и часть его русла проходит в канавах.

## История
В 2006 году деревня вошла в состав Ивняковского сельского поселения образованного в результате слияния Ивняковского и Бекреневского сельсоветов.

## Население
| 2007 | 2010 |
| ---- | ---- |
| 2    | ↘0   |

### Историческая численность населения
По состоянию на 1859 год в деревне было 9 домов и проживало 42 человека.
По состоянию на 1989 год в деревне не было постоянного населения.
По состоянию на 2024 год в деревне проживает не менее 4 человек 

## Инфраструктура
Основа экономики — личное подсобное хозяйство. По состоянию на 2021 год большинство домов используется жителями для постоянного проживания и проживания в летний период. Вода добывается жителями из личных колодцев. Имеется таксофон (около дома №1).
Почтовое отделение №150507, расположенное в посёлке Ивняки, на март 2022 года обслуживает в деревне 5 домов.

## Транспорт
Деревня расположена 6,2 км от Юго-Западной окружной дороги.